# گرندمستر (مارول کامیکس)
گرندمستر (به انگلیسی: Grandmaster) با نام واقعی اِن دوای گست، یک شخصیت خیالی در کتاب‌های کامیک آمریکایی متشر شده توسط مارول کامیکس است. این شخصیت اولین بار در انتقام‌جویان شمارهٔ ۶۹ حضور پیدا کرد. گرندمستر جزء یکی از ارشدهای جهان است و بیشتر در بازی‌های کهن (قدیمی) و شانسی مهارت دارد. در برخی از فیلم‌ها و بازی‌های ویدئویی (رسانه‌ها)، او را به‌عنوان برادر کلکتور نشان می‌دهند. جف گلدبلوم نقش این شخصیت را در دنیای سینمایی مارول، در فیلم ثور: رگنراک (۲۰۱۷) به‌صورت کامل و در پایان فیلم نگهبانان کهکشان ۲ (۲۰۱۷) به‌صورت جزئی ایفا کرد.